# Ufficio nazionale anticorruzione dell'Ucraina
L'Ufficio nazionale anticorruzione (in ucraino Національне Антикорупційне Бюро України; НАБУ?, Nacional'ne Antykorupcijne Bjuro Ukrajiny; NABU) è un'agenzia governativa ucraina nata con lo scopo di rafforzare la lotta alla corruzione in Ucraina.
La sede è a Kiev, mentre ci sono altri tre uffici regionali a Leopoli, Odessa e Charkiv.

## Storia

La ripartizione degli uffici regionali

L'agenzia fu istituita nel 2015 sulle ceneri della commissione nazionale anti-corruzione, voluta nel 2009 dal primo ministro Julija Tymošenko, dal presidente ucraino Petro Porošenko in seguito alle pressioni esercitate dal Fondo Monetario Internazionale.